# Rudolf Kamps
Rudolf Friedrich Emil Johannes Kamps (* 30. November 1885 in Berlin; † 28. April 1974 in Brühl (Rheinland)) war ein deutscher Verwaltungsbeamter und Politiker (NSDAP).

## Leben
Er war der Sohn des Regierungsbaumeisters Theodor Kamps und studierte nach dem Abitur an der Eberhard-Karls-Universität Rechtswissenschaft. 1905 wurde er als Kamps III im Corps Borussia Tübingen recipiert. Als Inaktiver wechselte er an die Rheinische Friedrich-Wilhelms-Universität Bonn und die Friedrich-Wilhelms-Universität zu Berlin. 1907 begann er an Gerichten in seiner Geburtsstadt den juristischen Vorbereitungsdienst. 1912 wurde er Gerichtsassessor. Im Ersten Weltkrieg war Kamps 1914 zunächst als Reserveoffizier im 2. Badischen Dragonerregiment Nr. 21 in Bruchsal eingesetzt. Im April 1916 wechselte er zur Fliegerabteilung Nr. 52 über, der er bis zum November 1917 angehörte. Durch einen Flugzeugabsturz frontdienstunfähig, befand er sich bei Kriegsende in der Riesenflugzeug-Ersatzabteilung auf dem Flugplatz Döberitz.
Nach dem Ende des Ersten Weltkrieges trat Kamps in die Reichsfinanzverwaltung ein, wurde 1920 zum Regierungsrat befördert und war bei verschiedenen Landesfinanzämtern in der Provinz Niederschlesien, der Provinz Oberschlesien, in Ostpreußen und in der Provinz Westfalen tätig. Am 1. März 1930 erfolgte die Ernennung zum Oberregierungsrat beim Landesfinanzamt Leipzig. 
Politisch war Kamps zunächst im Deutschvölkischen Schutz- und Trutzbund tätig, dann schloss er sich der Deutschnationalen Volkspartei an. Zum 1. Mai 1931 trat er schließlich der NSDAP bei (Mitgliedsnummer 529.522), in der er sich als Blockwart, Gauredner und Vertrauensmann des Opferrings der NSDAP in Leipzig betätigte. Seit Februar 1933 war Kamps ehrenamtlicher Stadtrat in Leipzig. 
Am 6. Mai 1933 erfolgte die Ernennung zum sächsischen Finanzminister. In dieser Eigenschaft war er von 1933 bis zur Auflösung des Organs im Februar 1934 auch Bevollmächtigter Sachsens im Reichsrat. Aufgrund zahlreicher Konflikte mit Gauleiter und Reichsstatthalter Martin Mutschmann soll sich Kamps mehrfach um eine Ablösung bemüht haben, letztendlich aber auf Bitten des Reichsfinanzministers Lutz Graf Schwerin von Krosigk, der ihn für einen „soliden Finanzfachmann“ hielt, auf seinem Posten verblieben sein. Das Amt als Finanzminister bekleidete Kamps mindestens bis zur Umwandlung der Ministerien in Abteilungen der „Gauregierung“ am 10. April 1943.
Am 9. November 1943 wurde Kamps, der bereits seit 1934 Ehrenführer der SA war, zum SA-Gruppenführer ernannt. 
Über das weitere Leben von Kamps ist nichts bekannt.